# Reacción en cadena: Población cero

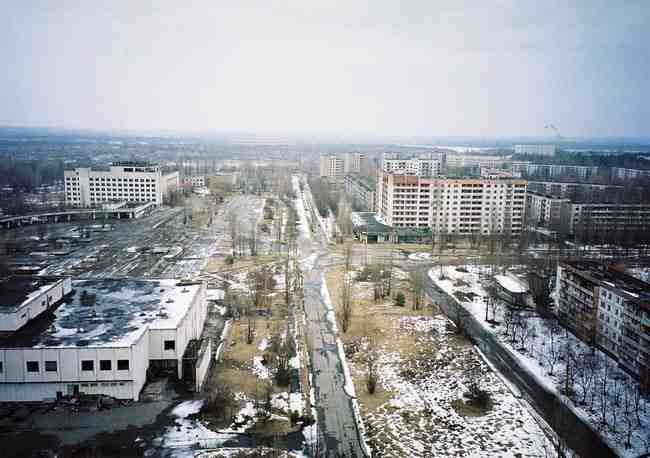
El documental nos muestra las ciudades abandonadas de Ucrania como ejemplo de lo que pasaría si los humanos desaparecieran de la Tierra

Aftermath: Population Zero (en español: Reacción en cadena: Población cero)  es un documental canadiense especial de dos horas que se estrenó el domingo 9 de marzo de 2008 (a las 8:00 PM ET / PT) en el National Geographic Channel . El programa fue producido por Cream Productions .
Similar al especial Life After People de History Channel, Aftermath presenta cómo los científicos y otros especulan que la tierra, la vida animal y la vida vegetal podrían ser tras la desaparición de los humanos, así como el efecto que la desaparición de la humanidad tendría en los artefactos de la civilización. Ambos documentales están inspirados en El mundo sin nosotros de Alan Weisman.
Se creó una serie de televisión de seguimiento de 4 partes, Aftermath, siguiendo diferentes escenarios y lo que sucede.

## Cronología
La historia comienza el viernes 13 de junio de un año sin especificar. La naturaleza del programa y la apariencia de ciertos vehículos sugieren que tiene lugar en 2008, el año en que se emitió por primera vez el programa (y cuando el 13 de junio de ese año sí cayó en viernes).
dH = Después de los humanos
En aras de la simplicidad, la historia especula que toda la humanidad desapareció instantáneamente de una vez, sin dejar rastro.

### (1 segundo - 1 minuto dH)
Millones de autos vacíos giran sin control y chocan, mientras que otros se desvían de las carreteras y autopistas. Otros vehículos chocan, incluidos los autobuses en Trafalgar Square. De esta manera, se producen choques en todo el mundo. Las carreteras están bloqueadas con vehículos destrozados y en llamas. Los automóviles estacionados continúan liberando gases de escape en el aire hasta que se agotan los suministros de combustible. Las ciudades han comenzado a enfriarse en una fracción de grado. Pequeños aviones caen del cielo sin pilotos humanos que los controlen, mientras que los más grandes permanecen en el aire, sostenidos en alto por sus sistemas de piloto automático, hasta que se les acaba el combustible y también caen al suelo.

### (10 minutos dH)
Los sistemas informáticos y las máquinas permanecen operativos. Los satélites en órbita se comunican con supercomputadoras y continúan transmitiendo información en todo el mundo. Si bien los satélites permanecerán operativos mientras sus paneles solares estén intactos, en la Tierra las máquinas solo seguirán funcionando mientras la electricidad permanezca encendida. Las centrales eléctricas de carbón se quedan sin combustible. A medida que las plantas de energía se apagan, se producen cortes de energía. Miles de millones de edificios que obtienen su energía de ellos, como los casinos de Las Vegas, caen en la oscuridad. Suburbios enteros se oscurecen. Las casas, las escuelas, los hospitales y los cafés están ahora sin electricidad.

### (55 minutos dH)
Algunas regiones dependen de fuentes de energía alternativas, como Pensilvania, que funciona con turbinas eólicas. Las turbinas todavía están funcionando, pero en la central eléctrica local, los controles no están tripulados. Las computadoras detectan un problema y apagan el sistema. Pensilvania está ahora sin electricidad.

### (85 minutos dH)
En las Cataratas del Niágara, Canadá, el agua del río se desvía hacia túneles para hacer girar enormes ruedas y generar energía, pero ahora, los túneles se inundan con exceso de agua y la central eléctrica se desconecta. Partes de Ontario y Nueva York pierden todo su poder. Los televisores, computadoras, luces y otras máquinas dejan de funcionar. Los apagones masivos se extienden por todo el mundo.

### (96 minutos dH)
En tan solo un día, solo las centrales nucleares permanecen operativas. La pérdida permanente de energía llega a las centrales nucleares. Las computadoras apagan los reactores y detienen las reacciones en el interior, pero las plantas de energía nuclear podrían causar una catástrofe potencial.

### (6 horas dH)
Las últimas centrales eléctricas de Europa fallan y las últimas casas se oscurecen cuando fallan las luces. Las plantas químicas ahora no tienen energía. Muchos gases almacenados requieren que la electricidad esté lo suficientemente fría como para permanecer en forma líquida. Los tanques de almacenamiento de gas se calientan hasta que se activan las válvulas de liberación de presión, enviando gases tóxicos al entorno circundante. Cientos de miles de tanques de ventilación hacen que muchos animales en las regiones afectadas mueran por asfixia.

### (1 a 2 días dH)
Las casas y apartamentos todavía están habitados por mascotas de la familia. Los animales domésticos tienen hambre. Los perros encadenados intentan liberarse. En el interior, los gatos y los perros deambulan por las casas, asaltan refrigeradores y alacenas en busca de comida y beben agua de los inodoros como sustento mientras buscan una manera de salir. La pérdida de energía global llega a los zoológicos y safaris del mundo, y los animales hambrientos prueban las cercas. Sin vallas eléctricas que los contengan, los depredadores escapan y exploran este nuevo mundo.
Además, las plantas de gas natural licuado están expulsando gases que llegan a los automóviles parados. Finalmente, las chispas encienden la gasolina en los tanques de combustible y el combustible se incendia. Esto provoca enormes explosiones, provocando múltiples incendios que se prolongarán durante días.

### (3-5 días dH)
En Londres, Inglaterra, el Big Ben suena por última vez. Es necesario dar cuerda a la torre del reloj cada tres días para que siga funcionando, pero sin nadie que le dé cuerda, finalmente se detiene. En casas y apartamentos, las mascotas domésticas sienten hambre. Ahora deben escapar de sus hogares o morir de hambre.
Los perros y gatos agotan toda la comida en sus casas y salen a buscar más en las calles. Los gatos se adaptan rápidamente a la caza. Las instalaciones de tratamiento de aguas residuales fallan sin electricidad, quedando inútiles. Las aguas residuales sin tratar comienzan a contaminar ríos y lagos. Los perros abandonados luchan por sobrevivir.
En granjas y pastos de todo el mundo, las vacas lecheras luchan por sobrevivir a medida que sus suministros de alimentos y agua comienzan a agotarse. En un cruel giro del destino, 90.000 vacas lecheras se salvan del matadero, pero la mayoría morirá de deshidratación. Los animales del zoológico se enfrentan a un destino similar, ya que muchos morirán atrapados en sus recintos.
Otros animales exóticos salen de sus recintos a través de cercas eléctricas inutilizadas. Los elefantes comienzan a podar árboles en los suburbios en su búsqueda de alimento, mientras que los animales más resistentes, como los camellos, se alimentan de toda la vegetación disponible. Los leones y tigres salen a las calles para cazar manadas de ciervos y manadas de monos, pero al principio la caza les resulta desafiante en la ciudad, ya que no están adaptados para la vida en un entorno urbano.
A las aves migratorias les resulta más fácil viajar ahora, ya que las luces eléctricas de las torres de oficinas y los rascacielos ya no las confunden.

### (5 a 10 días dH)
A medida que pasan los días, los perros domésticos comen todos los alimentos fácilmente disponibles y comienzan a luchar entre ellos por la supremacía. Los perros más grandes hacen manadas y atacan y se comen a los pequeños. En una semana, todos los perros pequeños desaparecen de la Tierra. Grandes manadas de perros también se alimentan de ganado muerto encerrado.
Las medidas de seguridad en las centrales eléctricas fallan. El equipo de los edificios de combustible gastado contiguos a las plantas de energía nuclear que mantienen el nivel de temperatura de las barras de combustible nuclear gastado se apagará. El combustible nuclear gastado para las plantas de energía nuclear generalmente se almacena en piscinas en instalaciones in situ. Debido a que el combustible fósil volvió a funcionar, los generadores de energía se agotarán. En ese momento, las piscinas de enfriamiento que evitan que el combustible nuclear gastado se sobrecaliente comenzarán a hervir, ya que esta agua no se repone.
El vapor radioactivo se ventilará a la atmósfera debido a que el agua eventualmente se evaporará. El combustible gastado eventualmente incendiará el edificio y la presión del vapor hará que las instalaciones de almacenamiento exploten, provocando una explosión (no nuclear), emitiendo radiación no solo en el área inmediata de la planta sino en todo el mundo debido a los vientos. Los desastres nucleares resultantes esparcieron la lluvia radiactiva sobre grandes áreas. Esto se repite docenas de veces cuando las plantas nucleares cerradas y las casas de combustible gastado explotan. Las nubes radiactivas cruzan los cielos y la lluvia lleva la radiación al suelo. La mayoría de las plantas y animales más pequeños dentro de las zonas afectadas mueren. Los animales más grandes (como los ciervos ) huyen a las regiones no afectadas, no porque noten la radiación, sino por la falta de comida.

### (10 días - 1 mes dH)
Los perros hambrientos de las ciudades huyen al campo para darse un festín con las vacas lecheras muertas. Seis días después de que sus suministros de agua y alimentos comenzaran a agotarse, las vacas lecheras los terminaron por completo y murieron. Ahora, sus cadáveres podridos no harán más que sustentar a los perros hambrientos. Por otro lado, no todas las vacas están muertas. El ganado de carne sobrevive y forma manadas que prosperan en lugares como las Grandes Llanuras de América del Norte y los pastizales abiertos en el Medio Oriente de EE. UU.
Las últimas gallinas domésticas son exterminadas por depredadores, mientras que las aves de corral como alguna caza doméstica, guineas y pavos reales aún están vivas. Los ratones y las ratas se apoderan de los supermercados abandonados, donde su población se dispara gracias a la abundancia de alimentos. Este patrón continuará durante los próximos meses hasta que la reducción de alimentos y la acción de depredadores como los gatos regulen sus poblaciones nuevamente. Ardillas, mapaches, coyotes y zorrillos comienzan a colonizar los edificios humanos.

### (3 meses dH)
La radiación desaparece del aire. En las ciudades, se mejora la calidad del aire y la visibilidad. Jaurías de perros salvajes deambulan por el campo. Desesperados por la comida, atacan cualquier cosa, incluso elefantes que se escapan, pero no tienen ningún éxito. Sin humanos, los elefantes ya no tienen depredadores reales. Mientras tanto, los descendientes de gatos domésticos están prosperando en los supermercados y tiendas de comestibles al darse un festín con ratones y ratas. La primera y segunda generaciones de animales que alguna vez fueron domésticos comienzan a propagarse y poblarse.

### (6 meses dH)
El invierno comienza en el hemisferio norte . Los animales del zoológico que no pueden sobrevivir, como los elefantes, deben migrar a latitudes del sur o morir. Mientras tanto, sin calefacción artificial, las cucarachas mueren por miles de millones. Los animales de los bosques buscan refugio en hogares humanos. Durante su estancia, dañan los muebles de los edificios mientras construyen sus propias viviendas temporales para resguardarse del frío.

### (10-12 meses dH)
Las lluvias primaverales arrastran las partículas radiactivas de la superficie y las arrastran hacia el suelo, limpiando plantas y objetos. Mientras tanto, nuevas plantas y árboles eliminan el CO2 artificial de la atmósfera a medida que las nuevas plantas y flores brotan en ciudades en ruinas y limpian los invernaderos más rápido que en el tiempo humano. Sin temporadas de caza, los animales se reproducen sin ser molestados. Algunas especies en áreas sin depredadores naturales, como el venado cola blanca, ven auge de población y expanden su distribución a nuevas áreas, incluidas las antiguas ciudades. El musgo comienza a crecer en las carreteras. Los carnívoros grandes son tímidos para los humanos, pero sin las luces o el ruido que hacen los humanos, penetrarían las áreas urbanas desde las colinas o reservas cercanas y cazarían los animales domesticados. Además, las casas pueden ser maravillosas guaridas, lo que significa que animales como los pumas y los tigres tendrían explosiones de población. Dependiendo del área, muchas especies comunes, como el venado cola blanca, tendrían disminuciones de población debido a la pérdida del suministro de alimentos mantenido (por ejemplo, césped, campos de golf, jardines) y una mayor depredación.

### (3 a 15 años dH)
Sin mantenimiento y con el hielo de varios inviernos, las carreteras parecen degradadas y agrietadas. El musgo cubre sus superficies y la hierba crece en las grietas. En los huertos familiares crecen árboles nuevos. Los vehículos y otras estructuras metálicas comienzan a sucumbir a la corrosión que quita la pintura y los revestimientos protectores, lo que produce óxido que corroe el metal. Muchos de los mil millones de automóviles pronto se degradarán en cáscaras huecas.

### (30 años dH)
Devastados por los vientos solares, los satélites artificiales regresan a la Tierra en forma de estrellas fugaces. Algunas de sus piezas llegan al suelo y provocan algunos incendios. Estos satélites han estado girando en espiral hacia la Tierra durante los últimos 30 años, pero ahora, con las baterías agotadas y cualquier combustible de mantenimiento gastado, la resistencia atmosférica hace que caigan en picado al suelo.
Los techos de las casas se derrumban, lo que permite que los árboles crezcan en su interior. Muchas casas comienzan a derrumbarse y desmoronarse a medida que las paredes y las maderas en descomposición sucumben a la podredumbre y al daño de la lluvia. Los cristales rotos de las ventanas que explotaron hace mucho tiempo permiten que entre polvo y escombros. Azotada por huracanes tras huracanes, la costa este de los Estados Unidos se limpia lentamente de edificios. Los estados del sur, como Florida, están completamente arrasados. En el océano, los restos de antiguos barcos sirven como cimientos para la formación de arrecifes de coral .
Los campos de cereales se convierten en pastizales o son invadidos por bosques en expansión. Lo mismo ocurre con las ciudades cuando la hierba y los árboles se arraigan en las calles y los edificios. En la ciudad de Nueva York, Central Park se está haciendo más grande y se está apoderando de Times Square, donde capas de tierra y crecimiento de plantas cubren los automóviles y los edificios circundantes. Los cristales de las ventanas caen de los edificios a las calles mientras los clips que sujetan las ventanas en sus marcos se oxidan y agrietan.
Las aves rapaces como los halcones y las águilas hacen sus nidos y cazan roedores en los rascacielos . La pintura se desgasta después de años de exposición a la lluvia. El metal de los automóviles y otras estructuras humanas está expuesto a la oxidación y la desintegración. Grupos de perros salvajes deambulan por las ciudades en ruinas, mientras que las adiciones más exóticas, como los tigres, regresan y prosperan. Los animales grandes prosperan una vez más en las ruinas de las ciudades. La humedad hace que el concreto colapse.
En las ciudades del norte, los rascacielos y edificios destruidos están llenos de agua de lluvia y nieve. La lluvia se filtra a través de los pisos y pudre los techos. El cambio de estaciones solo agrega presión a los edificios. El agua de lluvia se filtra por las grietas de las columnas, pilares y paredes de hormigón, y luego se congela en invierno antes de volver a descongelarse en primavera. Estos ciclos repetidos de congelación-descongelación parten y agrietan el concreto. Las barras de metal dentro del concreto le dieron su resistencia, pero cuando el agua llega a las barras, se expanden y agrietan el concreto. Finalmente, las columnas de soporte ceden y los edificios se derrumban. Los pisos superiores llueven, rompiendo los pisos inferiores hasta que los edificios se derrumban. La mayoría de los edificios sufren la misma suerte. Los rascacielos de todo el mundo comienzan a derrumbarse. Las estructuras de hormigón, como las estaciones de tren, comienzan a caer a medida que los techos ceden y las columnas de soporte se rompen.

### (60 años dH)
La vida marina se ha recuperado completamente de la sobrepesca y prospera. Aunque todavía hay perros, ya no existen razas de perros específicas, borradas por generaciones de reproducción libre, con una amplia variedad de razas mixtas y mestizos que toman su lugar formados a través de la variación natural. En Europa, la población de lobos, en gran parte disminuida, se expande a los países donde fue completamente exterminada. Al llegar a las ruinas de las ciudades, los lobos entran en contacto con perros salvajes, compitiendo con ellos por comida y reproduciéndose con ellos, borrando los últimos rastros de domesticación . Allí cazan ciervos que están expandiendo sus territorios hacia ciudades ahora superadas por pastos y árboles.

### (75 años dH)
La mayoría de los autos ahora se han desmoronado. Los neumáticos de caucho y plástico sintético pueden durar siglos, mientras que la carrocería se oxida y el interior y los asientos se desintegran y se deshacen.

### (120 años dH)
Los océanos y las plantas comienzan a limpiar la Tierra de dióxido de carbono antropogénico.

### (150 años dH)
Los inviernos son más fríos que en los últimos días de la raza humana. Las ciudades del norte, como Vancouver, se entierran lentamente bajo capas de nieve y hielo en construcción. Restos de barcos y puentes forman presas en el Támesis, inundando las ruinas de Londres y convirtiendo la capital británica en el pantano que era antes y durante los primeros días del Imperio Romano. Las Casas del Parlamento y la Torre del Reloj del Big Ben aún se pueden reconocer entre las ruinas pantanosas. El ganado y las ranas prosperan. Imperial Valley, que alguna vez fue el mayor productor de frutas de Estados Unidos, regresa a un desierto arenoso. Los cultivos de frutas y verduras que se cultivan aquí se regaron con agua bombeada a través de un sistema de tuberías desde el río Colorado, pero ahora la tubería ha estado seca durante más de un siglo y los campos de cultivo se han perdido. Los edificios de la región siguen en pie, pero todas las cosechas de trigo se han secado. Los vientos secos aún mantienen intactos la mayoría de los edificios de Las Vegas. Después de que se cortó la luz, las fuentes, los grifos y las piscinas se secaron, y con solo unas pocas pulgadas de lluvia al año, las arenas del desierto están comenzando a barrer y envolver la ciudad. Ahora sirven como refugio para buitres y lagartijas del desierto.

### (200 años dH)
La presión excesiva del agua destruye la mayoría de las presas del río Colorado. La presa Hoover aún sobrevive. Más de 300 millas detrás de él, se encuentra la presa Glen Canyon . En primavera, el aumento de las temperaturas provoca un aumento de las aguas de la inundación por el derretimiento de la nieve y el hielo que corre hacia la presa. Llega a la presa Glen Canyon, los aliviaderos dejan salir parte del agua, pero los túneles construidos en la presa se llenan de burbujas de alta presión que provocan explosiones de alta presión y devoran la presa. Las rampas de concreto alguna vez lo impidieron, pero ahora se han oxidado y convertido en restos combinados con el agua que se filtra a través de las grietas y causa erosión. Esto hace que la presa finalmente colapse. la inundación corre río abajo hacia la presa Hoover. La inundación simplemente fluye sobre la presa, formando una cascada rugiente de agua que truena río abajo, barriendo otras presas y abrumando todo en el camino. Por primera vez en siglos, el río Colorado vuelve a llegar al golfo de California como una inundación, no como un arroyo, y se revitaliza hasta convertirse en un vasto estuario lleno de vida animal.
La costa de Luisiana se reforma a medida que el río Misisipi se libera de las garras de las presas. Los bacalaos viejos alcanzan los dos metros de largo. Todas las especies de ballenas se han recuperado a sus poblaciones prehumanas. Sin la interferencia de ruidosas alarmas navales, pueden escuchar las llamadas de apareamiento de otras ballenas a 2000 millas de distancia. Los cascos de los grandes barcos muy erosionados aparecen en las playas de todo el mundo después de dos siglos de viajes errantes sobre (y debajo) de las olas. Las plantas y los árboles eliminan por completo el exceso de CO2 de la atmósfera.

### (230 años dH)
La corrosión del agua de lluvia, el hielo y los rayos ha devastado por completo la mitad superior de la Torre Eiffel, y el hierro está oxidado y se tambalea. Un fuerte viento lo derrumba y cae en el nuevo pantano del río Sena que ha inundado los restos de París. Miles de jabalíes (descendientes tanto del cerdo doméstico como del jabalí ) viven bajo las patas de la Torre. El brazo derecho de la Estatua de la Libertad cae al suelo. La cabeza se rompe y sigue al brazo algún tiempo después. El hierro que forma su esqueleto se ha oxidado y ambas partes eran demasiado débiles para mantenerse en pie, pero su piel de placas de cobre está más limpia ahora que antes debido a cielos más limpios y los efectos de siglos de lluvia que enjuagan el verdín de la estatua pátina.
Los densos bosques de árboles de más de 90 pies de altura cubren completamente la mitad oriental de América del Norte. Las estructuras humanas aún sobreviven bajo el humus del bosque. De vez en cuando, las lluvias y los ríos arrastran el humus, dejando al descubierto vigas de hormigón, plásticos, teléfonos móviles y objetos de acero inoxidable. Decenas de millones de renos, bisontes, vacas y caballos forman manadas gigantes en las llanuras occidentales de América del Norte. La Gran Esfinge de Giza está enterrada nuevamente en las arenas del Sahara, donde permanecerá bien conservada, tal como lo había hecho durante miles de años antes de que fuera redescubierta por primera vez.

### (500 años dH)
Los bosques vuelven al estado que tenían hace 10.000 años.

### (1.000 años dH)
La Torre Eiffel ha perdido todo menos sus cuatro patas. El resto se ha caído y ha sido cubierto por tierra y vegetación. La Estatua de la Libertad se ha derrumbado y solo su pedestal sigue en pie, pero este pedestal de hormigón podría durar miles de años.

### (25.000 años dH)
La Tierra entra en una nueva glaciación y los glaciares se expanden hacia el sur cubriendo la mayor parte del hemisferio norte. Los últimos vestigios de la ciudad de Nueva York se borran por completo. Sin embargo, la mayoría de las especies se adaptan y prosperan; leones marinos, patos, camellos, peces, avestruces, leones, tigres, bisontes, babuinos, ciervos, lobos, caballos, ganado y elefantes, todos se adaptan junto con muchas otras especies. Sin embargo, la evidencia dejada por las misiones de exploración de la Luna y ciertos artículos de plástico sobrevivirán intactos no solo durante miles, sino millones de años después de que la humanidad haya desaparecido. Serán el último legado de la humanidad.

## Ciudades destacadas
- Toronto,  Canadá
- París,  Francia
- Berlín,  Alemania
- Londres,  Reino Unido
- Chicago,  Estados Unidos
- Nueva York,  Estados Unidos
- Las Vegas, Nevada,  Estados Unidos
- Tokio,  Japón

## Comparación conLa Tierra sin humanos
Al igual que con La Tierra sin humanos, la característica especial similar en History Channel, Reacción en cadena no explica cómo desapareció la humanidad, sino más bien qué le sucedería a la Tierra después de que nosotros desapareciéramos. También muestra que los humanos han desaparecido instantáneamente, no pocos a la vez. Ambas series describen el posible destino de obras de infraestructura y edificios famosos. También utiliza dramatizaciones CGI para representar el posible destino de íconos como la Estatua de la Libertad y, en ambos programas, la Torre Eiffel y la Presa Hoover . Sin embargo, no enfatiza esto tanto como lo hace La Tierra sin humanos, siguiendo mucho más de cerca los efectos en el mundo natural y su recuperación después de que la humanidad abandona la escena.
Además, a diferencia de La Tierra sin humanos, Reacción en cadena describe lo que sucedería si varios modos de transporte, como automóviles, aviones y trenes, se abandonan en medio del movimiento cuando sus pasajeros y operadores desaparecen instantáneamente, como el Rapture en la escatología cristiana. La Tierra sin humanos, por otro lado, permite la posibilidad de que en lugar de desaparecer misteriosamente, la raza humana desaparezca con una explicación mundana, por ejemplo, una pandemia o una evacuación global de la Tierra.
Reacción en cadena también muestra lo que sucedería si las barras de combustible gastado de una planta de energía nuclear se dejan sin el equipo de enfriamiento que gobierna su condición. La Tierra sin humanos sugiere que las plantas de energía nuclear se cerrarían de manera segura sin efectos nocivos, sin mencionar lo que sucedería con las barras de combustible gastadas almacenadas. Sin embargo, en un episodio de Life After People: The Series, "Toxic Revenge", se muestran barras de combustible gastadas calentando y explotando los reactores que lo contienen diez días después de la desaparición de la humanidad. Reacción en cadena también muestra que las plantas de energía nuclear se cerrarían sin incidentes, pero el almacenamiento de barras de combustible gastado en edificios separados eventualmente explotaría y esparciría la radiación en el aire y el campo circundante después de que fallaran los dispositivos de seguridad de respaldo. La Tierra sin humanos tampoco menciona la liberación de gas venenoso de las plantas químicas cuando fallan sus características de seguridad, sin el combustible para hacerlas funcionar. Life After People sí habla de que la presa Hoover sigue generando energía después de la gente, pero ninguno de los programas habla de cosas que funcionan con baterías y energía solar. En el episodio Life After People, "Crypt of Civilization", se muestra que los relojes con pilas duran al menos un año después de nosotros. En otro episodio, "Waves of Devastation", uno de los puntos de referencia en el que se centra el episodio es la noria en el muelle de Santa Mónica que cuenta con luces LED que funcionan automáticamente por la noche. En otro episodio, "Sin City Meltdown", el centro de visitantes de Springs Preserve en Las Vegas funciona con el sol, por lo que las voces grabadas del hombre aún resuenan hasta diez años después de las personas, cuando el sedimento acumulado en los paneles solares hace que funcionen mal y apagar la voz de los humanos para siempre.
Reacción en cadena no habla sobre la Estación Espacial Internacional, mientras que La Tierra sin humanos habla sobre el destino de Immortality Drive a bordo de la ISS. Ambos documentales hacen referencia a objetos en la Luna, aunque La Tierra sin humanos lo hace como parte del episodio de la miniserie "Roads to Nowhere". A diferencia de La Tierra sin humanos, Reacción en cadena no comenta sobre la nave espacial Voyager 2. El episodio de Life After People "Sky's The Limit" menciona el orbitador espacial Cassini-Huygens. Sin embargo, no se observaron otras sondas espaciales. Sin embargo, cabe señalar que el documental original La Tierra sin humanos hizo referencia a las comunicaciones por radio de la humanidad en el espacio.

## Lanzamientos de DVD
- Título: Reacción en cadena: Población Cero
- Estudio: National Geographic Video
- UPC: 727994753124
- Fecha de lanzamiento del DVD: 12 de agosto de 2008
- Duración: 90 minutos